# جورج ديل
جورج ديل (بالإنجليزية: George Diehl)‏ هو لاعب كرة قاعدة أمريكي، ولد في 25 فبراير 1918 في إيماوس في الولايات المتحدة، وتوفي في 24 أغسطس 1986 في كينغسبورت في الولايات المتحدة.

## وصلات خارجية
- جورج ديل على موقع دوري كرة القاعدة الرئيسي (الإنجليزية)
- جورج ديل على موقعبيزبول رفرنس.كوم (الدوري الرئيسي) (الإنجليزية)
- جورج ديل على موقعبيزبول رفرنس.كوم (الدوري الثانوي) (الإنجليزية)